# غابرييل باديا
غابرييل باديا سيغورا (بالإسبانية: Gabriel Badilla)‏ (مواليد 30 يونيو 1984 في كوستاريكا - 20 نوفمبر 2016)، كان لاعب كرة قدم كوستاريكي كان يلعب كمدافع. سبق له أن لعب في كأس العالم لكرة القدم مع منتخب بلاده. لعب خلال مسيرته 245 مباراة سجل خلالها 18 هدفاً.

## مرحلة الشباب

### أندية لعب لها
- ديبورتيفو سابريسا

## المسيرة الاحترافية

### أندية لعب لها
- ديبورتيفو سابريسا
- نيو إنجلاند ريفولوشن

## روابط خارجية
- غابرييل باديا على موقع الاتحاد الدولي (مؤرشف)  (الإنجليزية)
- غابرييل باديا على موقع الدوري الأمريكي (الإنجليزية)
- غابرييل باديا على موقع قاعدة بيانات كرة القدم.إي يو (الإنجليزية)
- غابرييل باديا على موقع ليكيب (الفرنسية)
- غابرييل باديا على موقع ناشيونال فوتبول تيمز (الإنجليزية)
- غابرييل باديا على موقع Soccerway.com (الإنجليزية)